# ایشخان (فدایی)
نیکوغایوس میکائلیان (ارمنی: Նիկողայոս Միքայելյան) با نام مستعار وانا ایشخان (ارمنی: Վանա Իշխան؛ ۱۸۸۱ – ۱۹۱۵) یک فدایی ارمنی و از اعضای فدراسیون انقلابی ارمنی بود. وی به همراه آرام مانوکیان (زاده ۱۸۷۹) و آرشاک ورامیان، یکی از چهره‌های پیشرو در وان در مراحل پیشین و ابتدای جنگ جهانی اول بود. وی در تاریخ ۱۷ آوریل ۱۹۱۵ پیش از ترک محاصره وان توسط ترکان عثمانی کشته شد.